# Loaded with the Blues
Loaded with the Blues — студійний альбом гурту Віллі Діксона «Chicago Blues Allstars», що вийшов 1969 року на лейблі MPS.

## Опис
Цей альбом зірок чиказького блюзу 1960-х років під умовною назвою «Chicago Blues Allstars» був записаний під час європейських гастролей в Німеччині 1 липня 1969 року на студії Loeve Studio в Кельні. До гастрольного гурту, сформованого контрабасистом Віллі Діксононом, увійшли: Санніленд Слім на фортепіано, Біг Волтер Гортон на губній гармоніці, Джонні Шайнс на гітарі, та Кліфтон Джеймс на барабанах. Кожен з музикантів тут по черзі співає, альбом містить такі хіти «Everytime I Get to Drink» Санніленда Сліма, «Little Boy Blue» Гортона, «29 Ways» Діксона, «Fat Mama» Шайнса, блюзовий стандарт «See See Rider» та інші.
Альбом вийшов у 1969 році на німецькому лейблі MPS Records, що орієнтувався на джаз. В США вийшов у 1972 році.

## Список композицій
1. «German Babies» (Кліфтон Джеймс) — 2:39
2. «Baby I Need Your Love» (Волтер Гортон) — 2:50
3. «29 Ways» (Віллі Діксон) — 2:50
4. «Put It All In There» (Енн ДюКонте) — 4:02
5. «She Got a Thing Goin'On» (Санніленд Слім) — 3:03
6. «Everytime I Get to Drink» (Санніленд Слім) — 4:03
7. «Fat Mama» (Джонні Шайнс) — 3:21
8. «Little Boy Blue» (Волтер Гортон) — 3:05
9. «See See Rider» (народна) — 4:10
10. «I Love the World» (Джонні Шайнс) — 3:41
11. «Chicago Is Loaded with the Blues» (Кліфтон Джеймс) — 4:55

## Учасники запису
- Віллі Діксон — контрабас, вокал
- Санніленд Слім — фортепіано, вокал
- Біг Волтер Шейкі Гортон — губна гармоніка, вокал
- Джонні Шайнс — гітара, вокал
- Кліфтон Джеймс — ударні, вокал

Технічний персонал
- Йоахім Е. Берендт — продюсер, текст
- Ганс Гарцгайм — фотографія